# Eisbären Berlin
Gli Eisbären Berlin sono una squadra di hockey su ghiaccio di Berlino che milita nella DEL, competizione vinta nel 2005, 2006, 2008, 2009, 2011 e 2012. Hanno inoltre conquistato 15 campionati della Germania Orientale prima della riunificazione. Attualmente giocano alla Mercedes-Benz Arena  (dall'autunno 2008). L'inno ufficiale degli Eisbären ("Hey, wir wollen die Eisbären seh'n", approssimativamente "Yeah, Noi vogliamo vedere gli orsi polari) è stato registrato nel 1997 dalla band della Germania Orientale dei Puhdys.

## Squadre campioni

### Deutsche Eishockey-Liga 2004/05
- Portieri: Oliver Jonas, Olaf Kölzig, Daniar Dshunussow, Youri Ziffzer, Sebastian Stefaniszin (non ha giocato)
- Difensori: Ricard Persson, Robert Leask, Tobias Draxinger, Frank Hördler, Micki DuPont, Jens Baxmann, Derrick Walser, Shawn Heins, Derek Dinger, Hardy Gensel, René Kramer, Norman Martens, Nathan Dempsey
- Attaccanti: Steve Walker, Kelly Fairchild, Rob Shearer, Sven Felski, Florian Keller, Mark Beaufait, Alexander Barta, Matthias Forster, Florian Busch, Martin Hoffmann, Denis Pederson, André Rankel, Patrick Flynn, Tom Fiedler, Stefan Ustorf, Christoph Gawlik, Kay Hurbanek, Thorben Saggau, Thomas Schenkel, Alexander Weiß, Marvin Tepper, Erik Cole, Marcus Sommerfeld, Richard Mueller
- Allenatore: Pierre Gilbert Pagé
- Assistente allenatore: Hartmut Nickel
- Team Manager: Peter John Lee

### Deutsche Eishockey-Liga 2005/06
- Portieri: Tomáš Pöpperle, Youri Ziffzer, Daniar Dshunussow, Sebastian Stefaniszin
- Difensori: Derrick Walser, Micki DuPont, Frank Hördler, Robert Leask, Drake Berehowsky, Deron Quint, Jens Baxmann, Tobias Draxinger, René Kramer, Norman Martens, Hardy Gensel, Derek Dinger
- Attaccanti: Steve Walker, Denis Pederson, Kelly Fairchild, Mark Beaufait, Stefan Ustorf, Sven Felski, Richard Mueller, Christoph Gawlik, Florian Busch, Patrick Jarret, Andre Rankel, Thomas Schenkel, Alexander Weiß, Marcel Müller, Jonathan Lehun, Constantin Braun, Thorben Saggau, Sean Fischer
- Allenatore: Pierre Gilbert Pagé
- Assistente allenatore: Hartmut Nickel
- Team Manager: Peter John Lee

## Rosa attuale
Al 31 luglio 2007 
Portieri
| Numero | Nome           | Data di nascita  | Nazionalità         | Pinza |
| ------ | -------------- | ---------------- | ------------------- | ----- |
| 35     | Youri Ziffzer  | 21 agosto 1986   | GER                 | L     |
| 72     | Rob Zepp       | 7 settembre 1981 | CAN                 | L     |
| 89     | Timo Pielmeier | 7 luglio 1989    | Germania (bandiera) | L     |

Difensori
| Numero | Nome             | Data di nascita  | Nazionalità            | Tiro |
| ------ | ---------------- | ---------------- | ---------------------- | ---- |
| 2      | Deron Quint      | 12 marzo 1976    | Stati Uniti (bandiera) | L    |
| 6      | Andy Roach       | 22 agosto 1973   | Stati Uniti (bandiera) | R    |
| 7      | Frank Hördler    | 26 gennaio 1985  | Germania (bandiera)    | L    |
| 8      | René Kramer      | 24 ottobre 1987  | Germania (bandiera)    | R    |
| 13     | Tobias Draxinger | 3 gennaio 1985   | Germania (bandiera)    | L    |
| 25     | Brandon Smith    | 25 febbraio 1973 | CAN                    | L    |
| 29     | Jens Baxmann     | 24 marzo 1985    | Germania (bandiera)    | L    |
| 31     | Derek Dinger     | 28 marzo 1987    | Germania (bandiera)    | L    |
| 84     | Felix Thomas     | 22 febbraio 1987 | Germania (bandiera)    | L    |
| 92     | Gregor Stein     | 29 gennaio 1989  | Germania (bandiera)    | L    |

Attaccanti
| Numero | Nome             | Data di nascita   | Nazionalità            | Tiro |
| ------ | ---------------- | ----------------- | ---------------------- | ---- |
| 9      | Nathan Robinson  | 31 dicembre 1981  | Canada (bandiera)      | L    |
| 10     | Markus Ziesche   | 9 marzo 1987      | Germania (bandiera)    | L    |
| 11     | Sven Felski      | 18 novembre 1974  | Germania (bandiera)    | L    |
| 12     | Richard Mueller  | 6 marzo 1982      | Germania (bandiera)    | R    |
| 14     | Stefan Ustorf    | 3 gennaio 1974    | Germania (bandiera)    | L    |
| 16     | Marius Garten    | 8 febbraio 1988   | Germania (bandiera)    | R    |
| 19     | Mark Beaufait    | 13 maggio 1970    | Stati Uniti (bandiera) | R    |
| 20     | Denis Pederson   | 10 settembre 1975 | Canada (bandiera)      | R    |
| 24     | André Rankel     | 27 agosto 1985    | Germania (bandiera)    | L    |
| 26     | Florian Busch    | 2 gennaio 1985    | Germania (bandiera)    | L    |
| 27     | Steve Walker     | 12 gennaio 1973   | Canada (bandiera)      | L    |
| 33     | Norman Martens   | 24 maggio 1986    | Germania (bandiera)    | L    |
| 42     | Patrick Flynn    | 8 agosto 1985     | Germania (bandiera)    | L    |
| 43     | Alexander Weiß   | 9 gennaio 1987    | Germania (bandiera)    | L    |
| 51     | Thomas Pielmeier | 14 aprile 1987    | Germania (bandiera)    | R    |
| 62     | Tyson Mulock     | 20 gennaio 1983   | Canada (bandiera)      | R    |
| 82     | Bruce Becker     | 22 gennaio 1988   | Germania (bandiera)    | L    |
| 87     | Christoph Gawlik | 10 agosto 1987    | Germania (bandiera)    | L    |
| 90     | Constantin Braun | 11 marzo 1988     | Germania (bandiera)    | L    |
| 91     | Elia Ostwald     | 17 marzo 1988     | Germania (bandiera)    | L    |